# Sükhbaataryn Yanjmaa
Sükhbaataryn Yanjmaa (in mongolo Сүхбаатарын Янжмаа; 1893 – 1963) è stata una politica mongola.
È stata Presidente della Mongolia, come Presidente del presidio del Grande Hural di Stato, per un periodo transitorio, dal settembre 1953 al luglio 1954.
Era la vedova del leader rivoluzionario Damdin Sùhbaatar, morto nel 1923.
Divenne la seconda donna Capo di Stato dopo Khertek Anchimaa-Toka della Repubblica Popolare di Tuva (1940).